# Curtis Mayfield
Curtis Lee Mayfield (Chicago, 3 de juny de 1942 - 26 de desembre de 1999) va ser un cantant, compositor i guitarrista de soul i funk.
El llegat de composicions, enregistraments i interpretacions de Mayfield és enorme. Com a veu principal de la formació The Impressions, va fer algunes dels més importants enregistraments del soul vocal dels 60.
Va emprendre la seva carrera en solitari a la dècada dels 70, inspirat en el funk i afegint trets urbans a la música soul, sent un dels màxims exponents d'estils com el blaxploitation, el chicago soul, el uptown soul i el soul psicodèlic.
Mayfield escrivia la majoria del seu material, quan això no era habitual entre els cantants soul. Va ser un dels primers músics que es va involucrar en el moviment de l'orgull de la cultura afroamericana, mitjançant les seves lletres, de la mateixa forma que ho feien Aretha Franklin o Nina Simone. Com a productor i compositor va ser un dels grans creadors del Chicago soul, treballant per i amb artistes del gènere com Gene Chandler, Jerry Butler, Major Lance i Billy Butler.
Com a guitarrista, mostra certes influències de la música negra més llatina, cosa que també va deixar entreveure a vegades dins de The Impressions en els anys 60. Durant la dècada posterior va millorar el seu treball com a guitarrista i productor afegint certes essències del funk i el rock psicodèlic.
Mayfield mai va estar disposat a sumar-se al corrent pop d'apropar-se a grans masses com feien, especialment, les estrelles de Motown.
L'any 2004 la revista Rolling Stone el va col·locar en el lloc 98 de la seva llista dels 100 millors artistes de la història.

## Biografia
Nascut a Chicago, ell i els seus 4 germans van créixer criats per la seva mare, Marion Washington, ja que el seu pare, Kenneth Mayfield, els va abandonar quan Curtis tenia 5 anys. Amb aquest panorama ja podem imaginar un bon grapat d’apretures econòmiques.
Per ajudar a la família, Curtis Mayfield va començar molt aviat a guanyar calers amb la seva veu, als 14 anys ja cobrava per cantar gospel. Entre altres era un habitual dels Traveling Souls Spiritualist Church, cantants d’una església on la seva avia era “minister”. Més endavant va participar en els Northern Jubilee Singers, un quartet on hi eren dos cosins seus i un tercer personatge amb un paper important en aquests inicis, en Jerry Butler.
Al marge del mon gospell, Butler i Mayfield tenien altres preferències dins la música negra, Jerry cantava amb els Quails i Curtis amb els Alphatones, dos grups vocals que combinaven R&B i harmonies vocals. El 1957 entren en escena The Roosters, un trio amb molt bones idees arribat de Chattanooga: Eren Sam Gooden i els germans Arthur i Richard Brooks. No va passar gaire temps avanç que sumessin 3+2, amb Jerry Butler com a primera veu i Custis Mayfiel que va arribar per aportar l’acompanyament de guitarra. Ja tenim aquí el naixement de The Impressions, any 1958.
Aquest mateix any van aconseguir el seu primer èxit amb "For Your Precious Love", harmonies vocals i aires de serenitat, són la seva marca. Un so totalment diferent a la resta de música negra del moment. Encara que farien temes per a ser ballats, les balades serien molt més nombroses. Cançons que serien publicades en una primera etapa sota el nom Jerry Butler And the Impressions.
Després de la gran rebuda de “For Your Precious Love” els següents singles no van anar massa bé. Si a això afegint un cert mal rotllo entre Jerry Butler i els germans Brooks, no ens estranyaran les novetats que aviat arribarien: El 1959 Jerry Butler deixava el grup per provar en solitari. El seu lloc va ser ocupat per Fred Cash, un membre dels primers Roosters que havia quedat a Chattanooga per ser massa jove.
Van ser malts moments pels Impressions, les seves noves cançons no van anar bé i Curtis Mayfield va haver de guanyar-se les garrofes acompanyant Jerry Butler en els directes. Quan els Impressions ja estaven per abandonar el projecte comú, una darrera reunió va portar-los a enregistrar un vell tema de Curtis Mayfield: "Gypsy Woman". El 1961 va ser nº 2 a les llistes R&B i nº 20 a les de pop, el crèdit del grup quedava recuperat al 100% i ABC-Paramount els oferia un nou contracte. Quedava establert el nou esquema del grup, amb Curtis com a líder, primera veu i guitarrista.
Durant els propers 2 anys The Impressions van enregistrar un bon grapat de singles per ABC-Paramount, però no pensem que tot era un camí de roses, qualitat i reconeixement públic no sempre van de la ma. Dins el mateix grup hi havia desavinences, els més descontents eren els german Brooks que volien un so més estandar. La tensió va arribar al màxim al rebre la maqueta del darrer tema enregistrat “I’m The One Who Loves you”, els germans Brooks la van trobar horrorosa, tant és així que van tirar la còpia a les escombraries. A partir d’aquell moment, The Impressions van convertir-se en un trio i, cosa que podria ser un problema, va convertir-se en el segell distintiu del grup, tres veus creuant-se, sovint solapant-se, descrivint jocs difícils d’anticipar. Un so propi que ningú més podia imitar. 
També cal considerar dues característiques importants del so de Mayfield. En primer lloc, va aprendre ell mateix a tocar la guitarra, tot afinant-la com les tecles negres del piano, donant-li així una afinació en fa sostingut (F#, A#, C#, F#, A#, F#) que va utilitzar durant tota la seva carrera. En segon lloc, va cantar principalment en el registre de falset quan la majoria dels cantants canten principalment en el registre modal.
A principis dels 60’s Curtis Mayfield és un tipus gairebé hiperactiu. No te prou feina amb The Impressions que, a banda, compondrà un munt de temes per altres cantants:  Jan Bradley, Gene Chandler, Jerry Butler, Major Lance, per citar únicament els més coneguts. Tots ells van portar a les llistes d’èxits cançons escrites per en Curtis. Una altra faceta en la que ja destaca és la producció, és descobreix també un treballador incansable en els estudis d’enregistrament.
El 1964 comença a prendre protagonisme l'esperit lluitador de Mayfield. L'estiu d'aquell any comentava als seus companys: “He escrit una cosa que potser ajudi a motivar la gent”. Era un tema extret del gospell, on el demanar ajuda a Deu era substituït per la confiança en un mateix. Estava també inspirat en les recents paraules de Martin Luther King A Birmingham, sobre la necessitat d’acció directa per desencallar situacions injustes. Per als seus companys Sam Gooden i Fred Cash aquella cançó era una novetat, implicava ple suport a un tema racial. Tot i el perill que suposava per les seves carreres el tema es va enregistrar, és “Keep On Pushing”. Amb aquest tema Curtis Mayfield uneix èxit comercial i missatge combatiu, la cancò és torna un himne popular.
-Però Curtis Mayfield seguia evolucionat, el 1966 va afrontar un nou repte: llançar un segell discogràfic. El primer intent va portar per nom “Mayfield records” i després “Windy C records”, totes dos, històries de curta durada però que van servir-li per aprendre sobre el negoci. Estava preparant el futur, el 1967 va expirar el contracte amb ABC-Paramount i The Impressions van començar a enregistrar per una companyia pròpia: Curtom Records.
 Enregistrar en una companya pròpia va significar pel grup plena llibertat. Llibertat en les formes i, naturalment, plena llibertat en missatges més agressius. Els LP’s sortits el 1969 i el 1970 en són el millor testimoni. "Check Out Your Mind”, el disc del 1970, seria el seu darrer treball plegats. Curtis Mayfield sentia la necessitat d’emprendre una carrera en solitari. El trencament va ser amistós, The Impressions van buscar substitut en la persona de Leroy Hutson i van continuar publicant a Curtom. De fet el mateix Curtis va treballar amb ells escrivint i produint diferent material. En aquesta epoca és defineix el conegut com a Chicago soul, ús d'explosives seccions de vent i metall més la influència llatina.
El 1970, va iniciar la seva carrera en solitari. Els seus primers senzills tenien un aire molt funk, com "(Don't Worry) If There's a Hell Below, We're All Gonna Go", en el qual molts creien excessiva la forma tan crua amb què es parlava sobre fets de la comunitat negra urbana. Els inicis de la seva carrera en solitari no van tenir tant èxit com anteriorment fins que, el 1972 va compondre la banda sonora de Superfly i, amb ella, l'èxit, donant lloc al moviment blaxploitation. Cal destacar que la banda sonora va tenir molta més rellevància que la pel·lícula per si mateixa.
En aquell moment, Curtis Mayfield era, al costat de Stevie Wonder i Marvin Gaye, la icona d'un nou soul. Després de l'èxit aclaparador de Superfly va collir èxits menors com "Kung Fu", "So in Love" i "Only You Babe". A principis dels 80 va tornar-ne a aconseguir alguns més, però, en línies generals, la dècada va ser de decadència i només publicava de forma esporàdica algun àlbum.
El 1990, durant una actuació a Brooklyn, va patir un accident quan una torre de llums va caure sobre ell, deixant-li paralitzat de coll avall. A mitjan anys 90 van aparèixer alguns àlbums d'homenatge en companyia d'artistes com Eric Clapton, Bruce Springsteen o Gladys Knight. El 1998, li va ser amputada la cama dreta a causa de la diabetis que patia.
Va morir el 26 de desembre de 1999 a l'Hospital Regional North Fulton a Roswell, Geòrgia, a causa de la degradació constant de la seva salut després de la paràlisi.

## Àlbums
| Any  | Títol                                    | Segell        |
| ---- | ---------------------------------------- | ------------- |
| 1970 | Curtis                                   | Rhino         |
| 1971 | Curtis/Live!                             | Rhino         |
| 1971 | Roots                                    | Rhino         |
| 1972 | Superfly                                 | Curtom        |
| 1972 | Rapping                                  | Curtom        |
| 1973 | Back to the World                        | Curtom        |
| 1973 | Curtis in Chicago Live                   | Curtom        |
| 1974 | Got to find a way                        | Curtom        |
| 1974 | Sweet exorcist                           | Curtom        |
| 1975 | Let's do it again                        | Curtom        |
| 1975 | There's no place like America today      | Curtom        |
| 1976 | Give get take have                       | Ichiban       |
| 1977 | Never say you can't survive              | Ichiban       |
| 1977 | Short eyes                               | Curtom        |
| 1978 | Do it all night                          | Curtom        |
| 1979 | Heartbeat                                | RSO           |
| 1980 | Something to believe in                  | Ichiban       |
| 1983 | Honesty                                  | Epic          |
| 1985 | We come in pace                          |               |
| 1987 | Live in Europe                           | Curtom        |
| 1988 | People get ready: Live at Ronnie Scott's | Castle        |
| 1990 | Take it to the streets                   | Curtom        |
| 1994 | BBC Radio 1 in concert live              | Windsong      |
| 1994 | Live in New York City                    | ITM           |
| 1994 | Live                                     | Griffin music |
| 1995 | Live at the Bitter End                   | CTM           |
| 1996 | New World order                          | Warner Bros   |
| 1998 | Man of inspiration                       | Castle        |
| 1998 | Give it up                               | MCI music     |
| 2000 | Love is the place                        | RKO           |
| 2001 | Live at Ronnie Scott's                   | Castle        |
| 2003 | Gospel Greats                            | Rhino         |
| 2006 | Mastercuts presents                      | Rhino         |

## Guardons
Nominacions
- 1997: Grammy al millor àlbum de R&B